# Dům jihozápadních Čech
Dům jihozápadních Čech je domový typ lidové architektury, který se vyskytuje v oblasti Pošumaví. Především se jedná o příhraniční oblasti Plzeňského a Jihočeského kraje (nejdále do vnitrozemí zasahuje podél společné hranice těchto krajů směrem ke středním Čechám).
Do současnosti se dochovaly hlavně hospodářské objekty tohoto typu (sýpky, dílny), ale i některé obytné domy.

## Charakteristika
Domy jsou do veřejného prostoru orientovány štítově nebo okapově, v horském terénu pak i zcela volně. Dispozice je trojdílná, a to špýchárkového, nebo komorového, nebo chlévního typu (tj. v domě je světnice, síň (dum) a třetí část tvoří špýchar, nebo komora, nebo chlév). Domy jsou typicky přízemní, někdy patrové nebo (vzhledem ke svažitému terénu) se sklepem.

Domy jsou roubené nebo poloroubené, často stojí na zvýšené podezdívce. Střecha je valbová nebo polovalbová, krytá obvykle šindelem. Lomenice je jednoduchá, se svislým kladením prken. Štít domu je často předsazen, někdy opatřen podstávkou nebo pavláčkou. Střecha na okapové straně přesahuje a chrání tak vstup do domu před nepříznivými vlivy počasí.

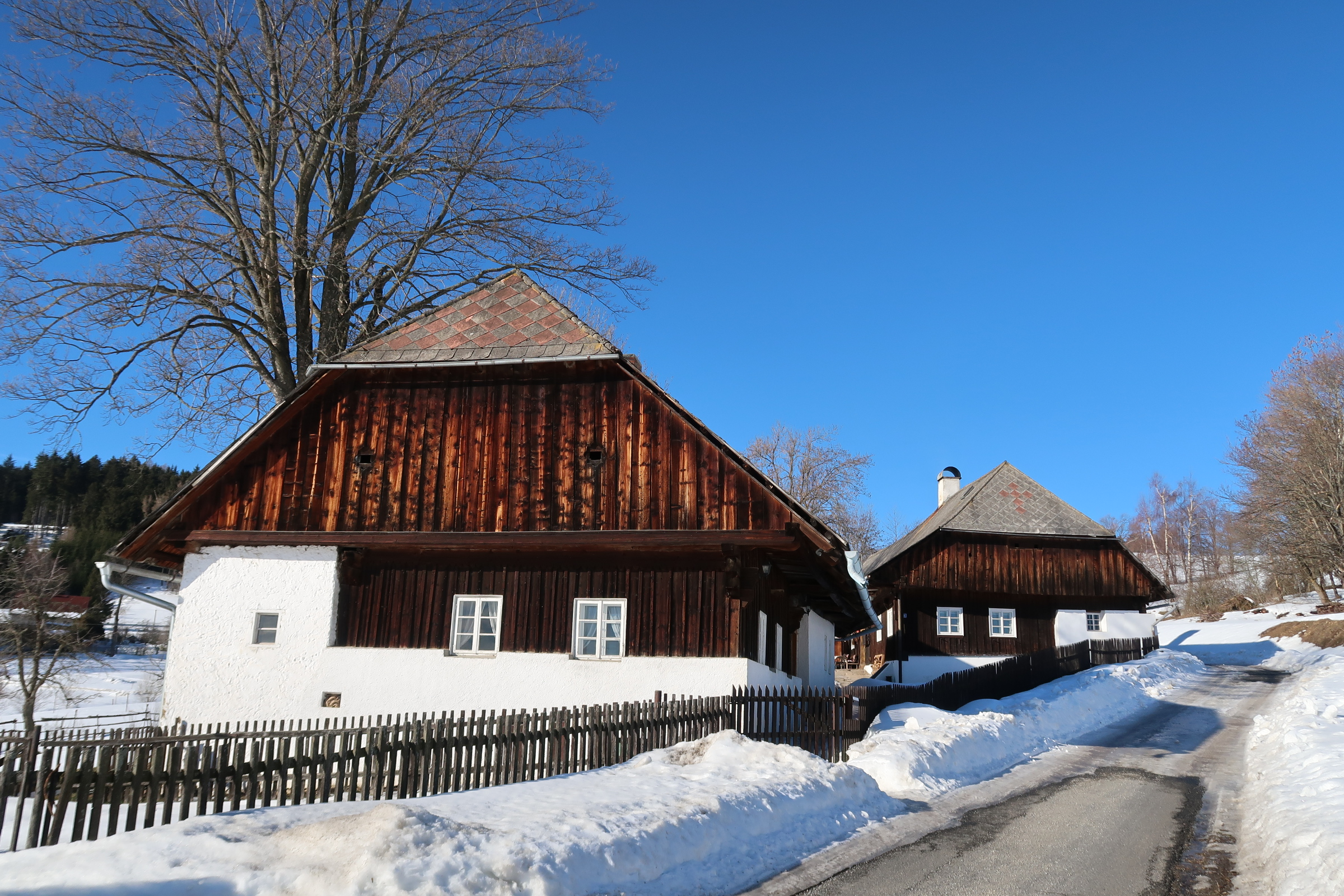
Stachy – Michalov (okres Prachatice)
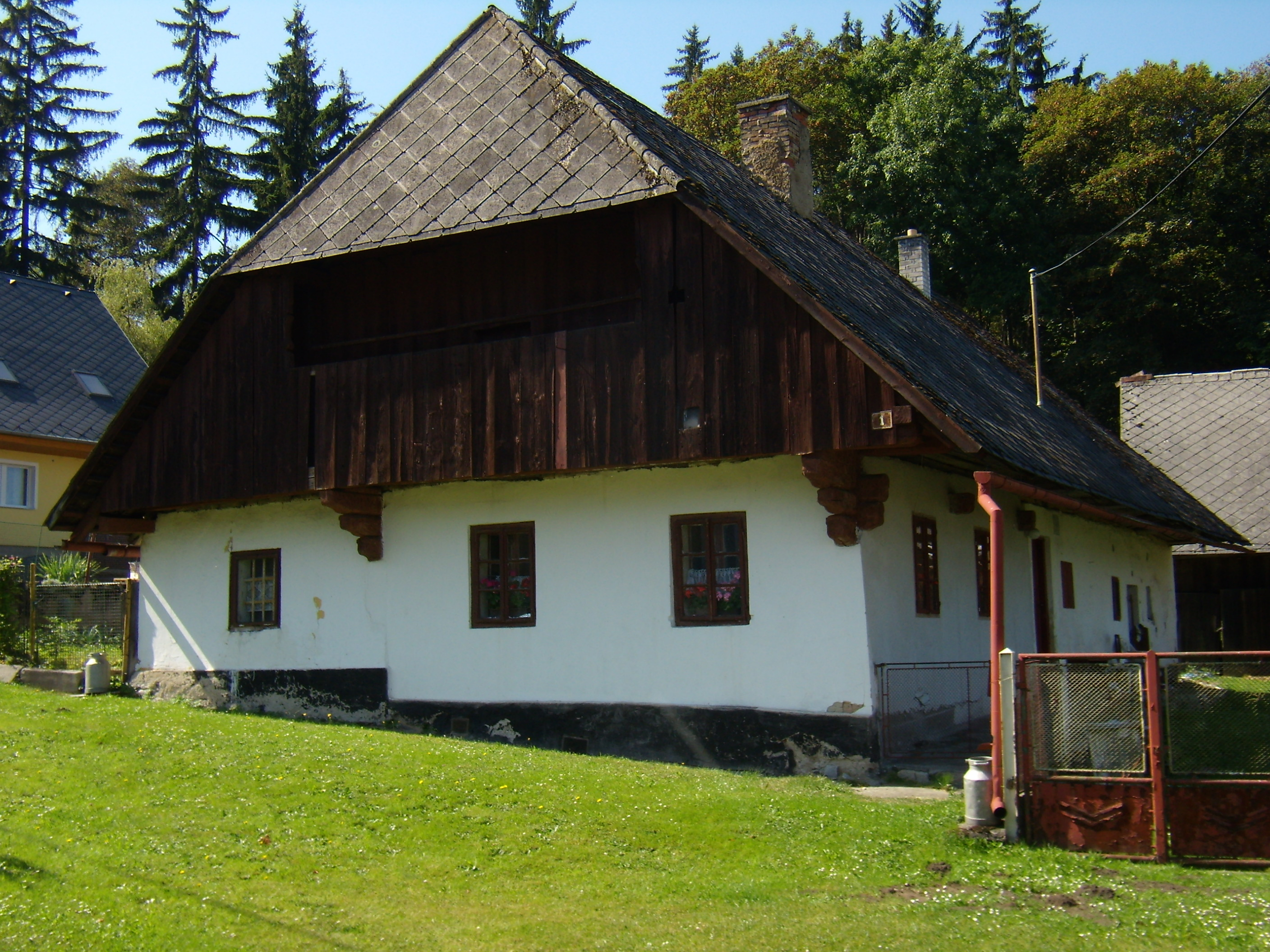
Kdyně – Podzámčí (okres Domažlice)